# Jardin James-Joyce
Le jardin James-Joyce est un espace vert du 13e arrondissement de Paris, en France.

## Situation et accès
Son entrée principale est située au 7, rue George-Balanchine.
Il est desservi par la ligne 6 à la station Quai de la Gare.

## Origine du nom
Ce jardin porte le nom de l’écrivain irlandais James Joyce (1882-1941).

## Historique
Le jardin a été créé en 1998 lors du réaménagement de la ZAC Paris Rive Gauche entre la rue Fernand-Braudel, la rue George-Balanchine, la rue Valery-Larbaud et la rue Abel-Gance. La chapelle Notre-Dame-de-la-Sagesse et son parvis, la place Jean-Vilar, donnent sur le jardin.
Le jardin a été conçu en 1998 par les paysagistes Michel Desvigne et Christine Dalnoky.
En 2000 a été installée une fontaine d'eau potable conçue par Françoise Persouyre.
Une partie est constituée d'un « jardin de la Mémoire » en souvenir des 14 enfants et 3 adultes, d'origine africaine, morts lors de l'incendie du boulevard Vincent-Auriol en 2005.

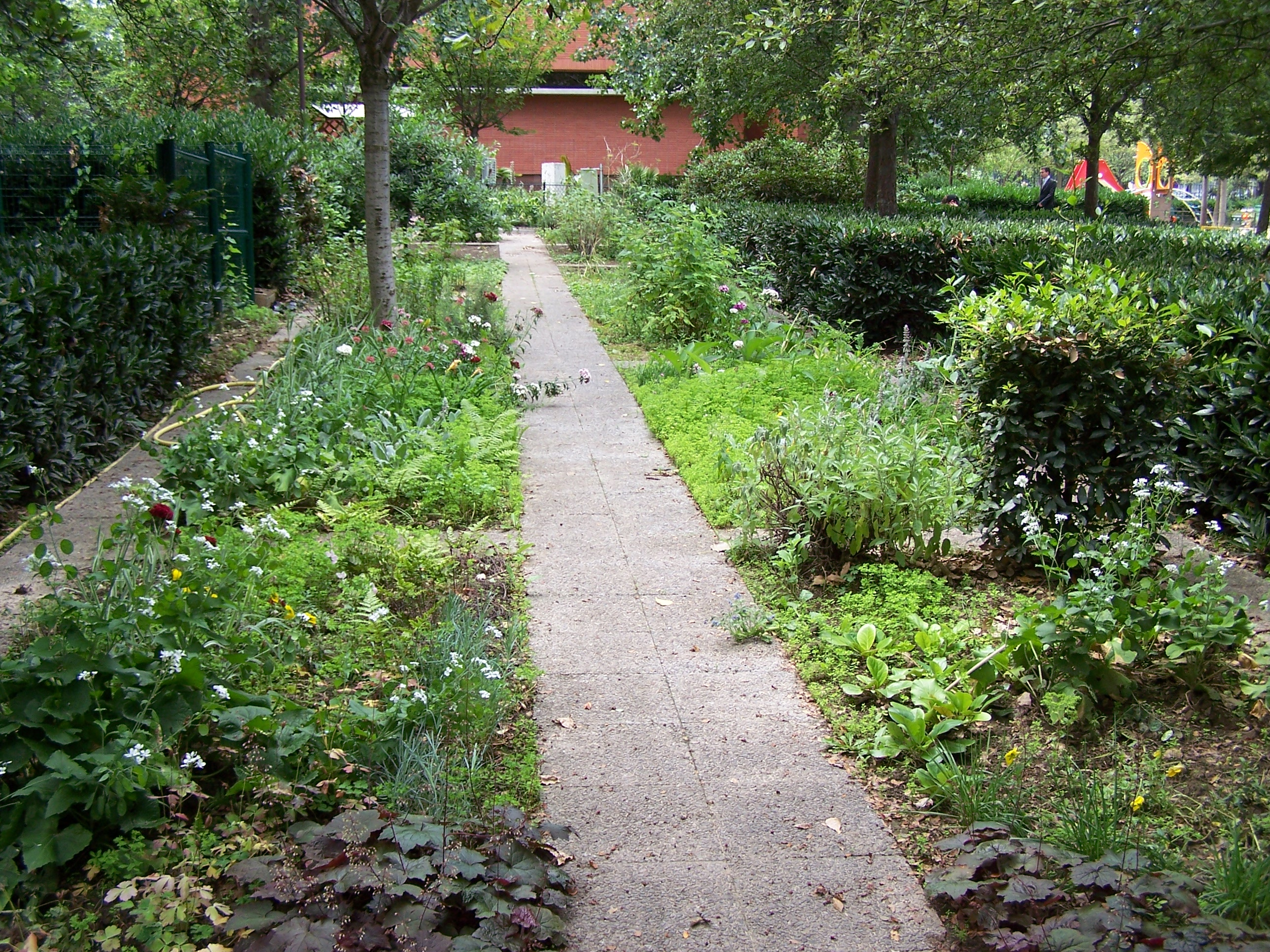
Espace botanique.
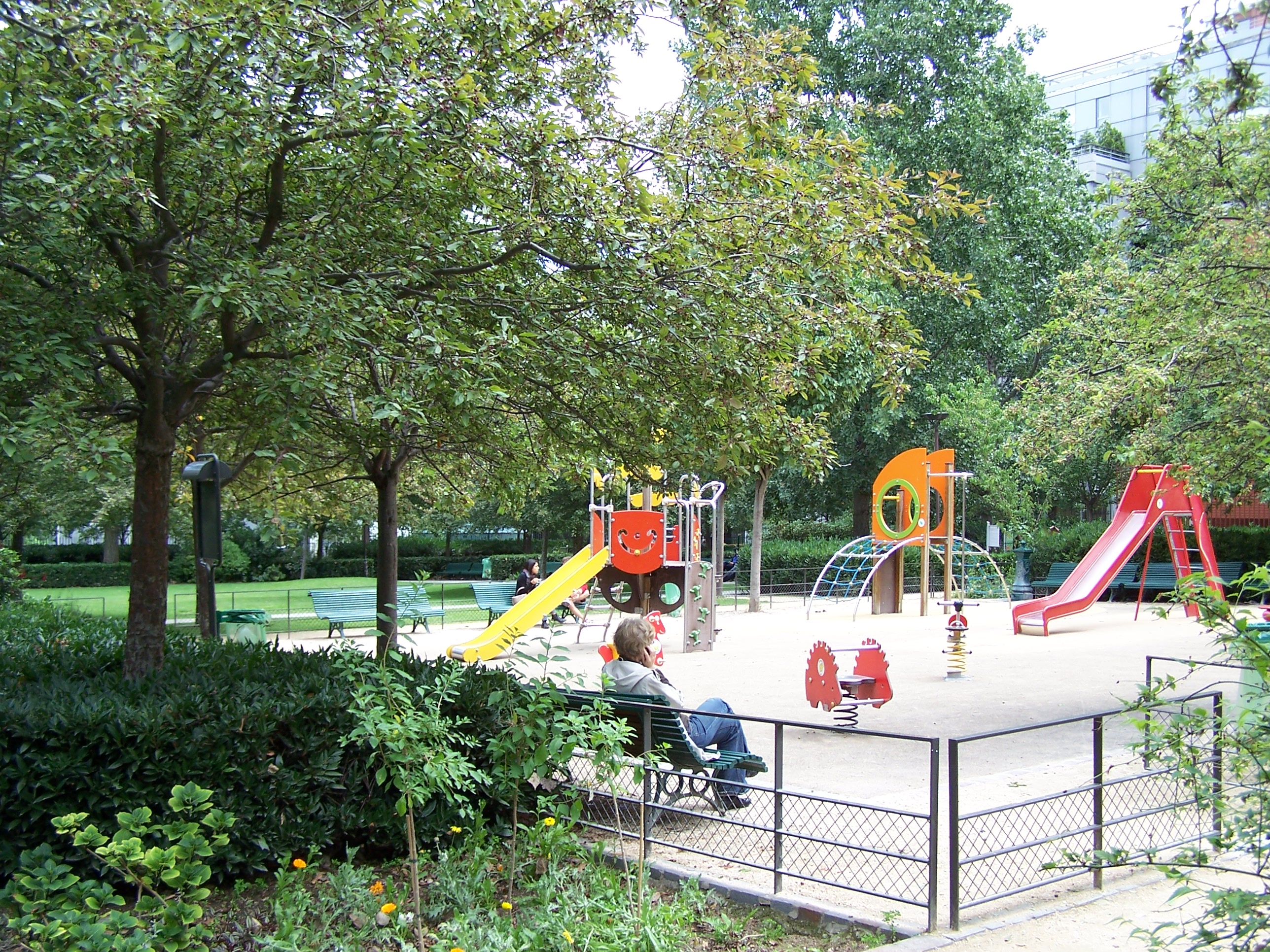
Aire de jeu pour enfants.
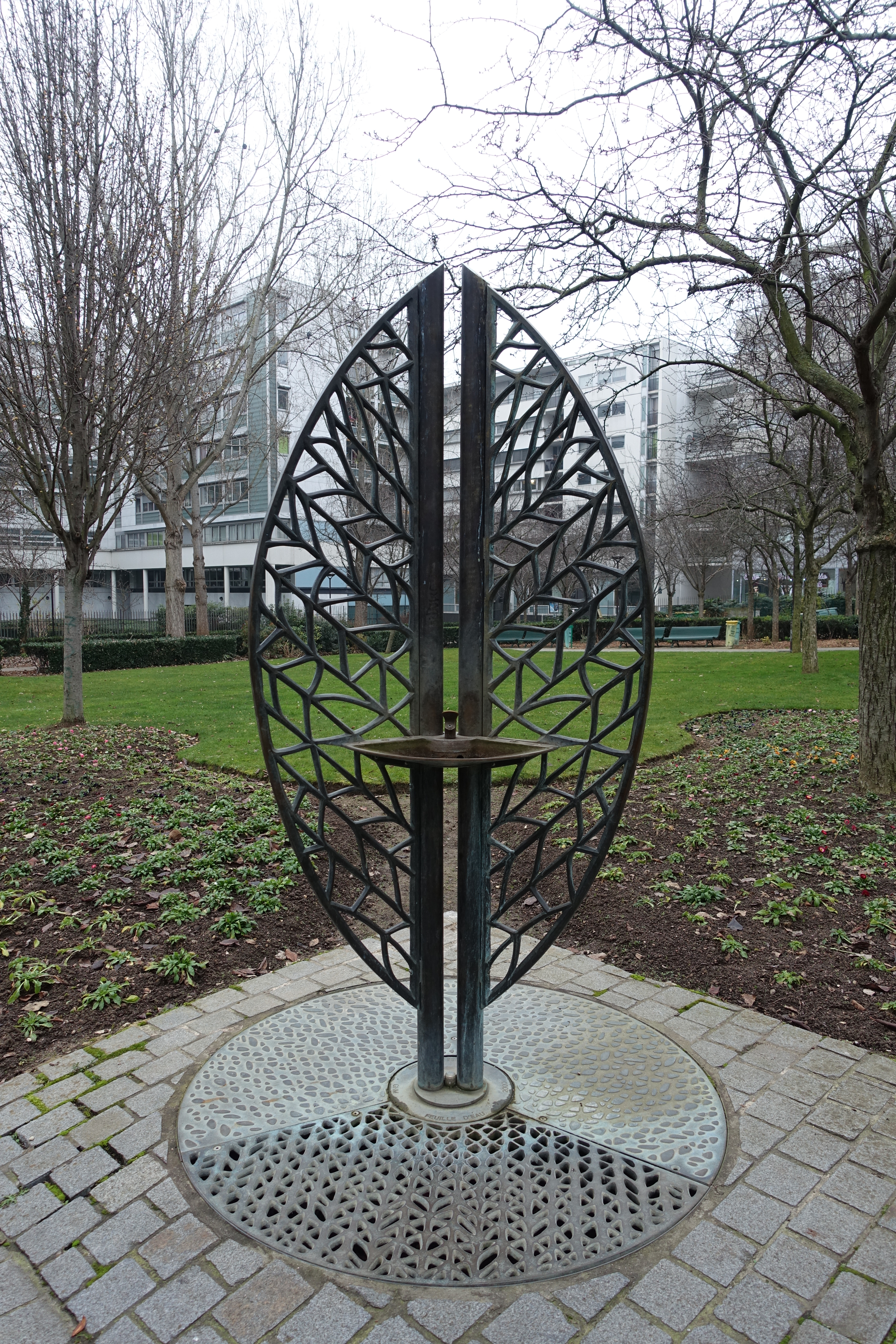
Fontaine d'eau potable.